# Dactylocythere suteri
Dactylocythere suteri är en kräftdjursart som först beskrevs av Crawford 1959.  Dactylocythere suteri ingår i släktet Dactylocythere och familjen Entocytheridae. Inga underarter finns listade i Catalogue of Life.